# Ginneken
Ginneken est un ancien village, aujourd'hui quartier de la ville néerlandaise de Bréda, dans la province du Brabant-Septentrional. Le 1er janvier 2008, Ginneken comptait 5 115 habitants.